# 吉本均
吉本 均（よしもと ひとし、1924年1月15日 - 1996年3月29日）は、日本の教育学者。広島大学名誉教授。教育学博士。

## 生涯
広島県比婆郡東城町（現・庄原市）生まれ。1952年（旧制）広島文理科大学教育学科（現・広島大学）を卒業。1956年広島大学教育学部に着任。そのころ、ペスタロッチ研究者長田新のもとでペスタロッチ全集の編集翻訳作業に携わる。日本における教育方法学の確立に貢献したといわれる。
1987年に広島大学を退官。その後は、神戸女子大学教授となった。
1996年3月29日、脳梗塞のため死去。

## 編著書
- 『生活指導の実践過程:戦後道徳教育の成果と理論化』（佐藤正夫、吉本均著）、御茶の水書房、1960年
- 『学級活動の創造:受験体制の打破をめざして』（吉本均、広島県高陽中学校著）、明治図書出版、1963年
- 『授業と集団の理論』 明治図書出版、1966年
- 『集団思考の態度づくり』（吉本均、広島県東城町立森小学校著）、明治図書出版、1966年
- 『教材の現代化と授業集団の形成』（吉本均、片岡徳雄、広島大学付属三原小学校共著）、明治図書出版、1968年
- 『学習集団づくり入門』（吉本均編著）、明治図書出版、1969年
- 『現代授業集団の構造』 明治図書出版、1970年
- 『学習集団づくり』（吉本均編）、明治図書出版、1971年
- 『班づくり・リーダーづくり』（現代学級経営研究会、吉本均著）、東方出版、1973年
- 『訓育的教授の理論』 明治図書出版、1974年
- 『"わかる授業"の探求:学習主体づくり・発問づくり・教材づくり』（吉本均、諌早授業研究サークル著）、東方出版、1974年
- 『学習集団としての授業』（吉本均編）、明治図書出版、1975年
- 『集団思考の成立とは何か』（吉本均編著）、明治図書出版、1975年
- 『現代学習集団の構造』（吉本均、広島大学教育方法学研究室著）、東方出版、1975年
- 『学習集団とはなにか』 （吉本均編著）、明治図書出版、1976年
- 『発問と集団思考の理論』（吉本均著）、明治図書出版、1977年
- 『現代教授学』（吉本均編）、福村出版、1977年
- 『個の学習要求を育てる集団づくり』（鈴鹿市立若松小学校、吉本均編）、明治図書出版、1977年
- 『学級で教えるということ』明治図書出版、1979年
- 『授業における発達の教授学』（吉本均編）、明治図書出版、1980年
- 『授業展開の教授学』（吉本均編）、明治図書出版、1980年
- 『学級で教えるということ』、明治図書出版、1980年
- 『授業成立の教授学』（吉本均編）、明治図書出版、1980年
- 『教授学重要用語300の基礎知識』（吉本均編）、明治図書出版、1981年
- 『ドラマとしての授業の成立』明治図書出版、1982年
- 『達成目標を明確にした授業づくり入門』（吉本均、加藤誠一編著）、明治図書出版、1982年
- 『授業の構想力』明治図書出版、1983年
- 『授業における発達の教授学』（吉本均編）、明治図書出版、1983年
- 『全員参加のための学習集団づくり』（吉本均編）、明治図書出版、1983年
- 『講座・授業成立の技術と思想』（全5巻）（吉本均編）、明治図書出版、1984年
- 『授業設計のストラテジー』（吉本均編）、明治図書出版、1984年
- 『授業をつくる教授学キーワード』 明治図書出版、1986年
- 『学校教授学の成立』 明治図書出版、1986年
- 『教室にドラマを!』 明治図書出版、1986年
- 『授業の構想と展開のタクト』 （吉本均、恒吉宏典編著）、ぎょうせい、1987年
- 『授業の原則:「呼応のドラマ」をつくる』明治図書出版、1987年
- 『現代授業研究大事典』 （吉本均責任編集）、明治図書出版、1987年
- 『｢呼びかける｣指導案の構想』明治図書出版、1988年
- 『新・教授学のすすめ』（吉本均編著）、明治図書出版、1989年
- 『教材解釈と発問づくり』（吉本均編著）、明治図書出版、1989年
- 『否定のなかに肯定をみる』（吉本均編著）、明治図書出版、1989年
- 『学習集団づくり第一歩:授業を「応答し合う関係」に』、明治図書出版、1990年
- 『教育実践の研究』（柴田義松・杉山明男・水越敏行・吉本均編）、図書文化社、1990年
- 『授業観の変革:まなざしと語りと問いかけを』明治図書出版、1992年
- 『生活科と低学年カリキュラム』（水越敏行、吉本均編著）、ぎょうせい、1993年
- 『教室の人間学:「教える」ことの知と技術』明治図書出版、1994年
- 『思考し問答する学習集団:訓育的教授の理論（増補版）』、明治図書出版、1995年

## 訳書
- 『教育の思考形式:ペスタロッチー研究』（エドゥアルト・シュプランガー著、吉本均訳）、明治図書、1962年
- 『現代教育史:社会主義教育の成立と展開』（東ドイツ教育史研究者集団著、江藤恭二、平野一郎、吉本均編訳）、明治図書出版、1962年
- 『教授の原則』 （H.クライン著、吉本均訳）、明治図書、1964年
- 『授業における陶冶と訓育の理論』（H・クライン、K・トマシェフスキー編著、吉本均 他訳）、明治図書出版、1967年